# Bokit

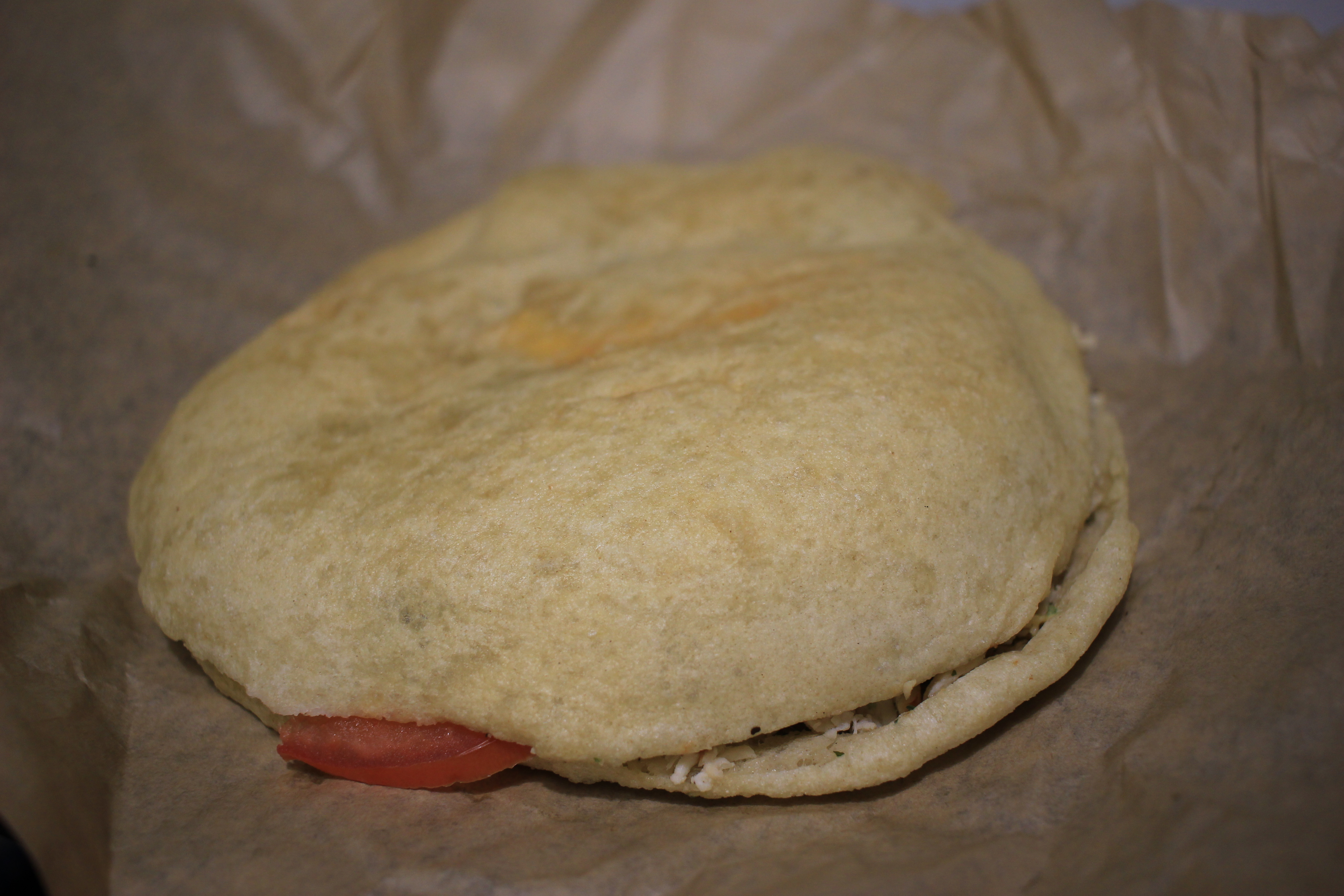
Bokit al pollo

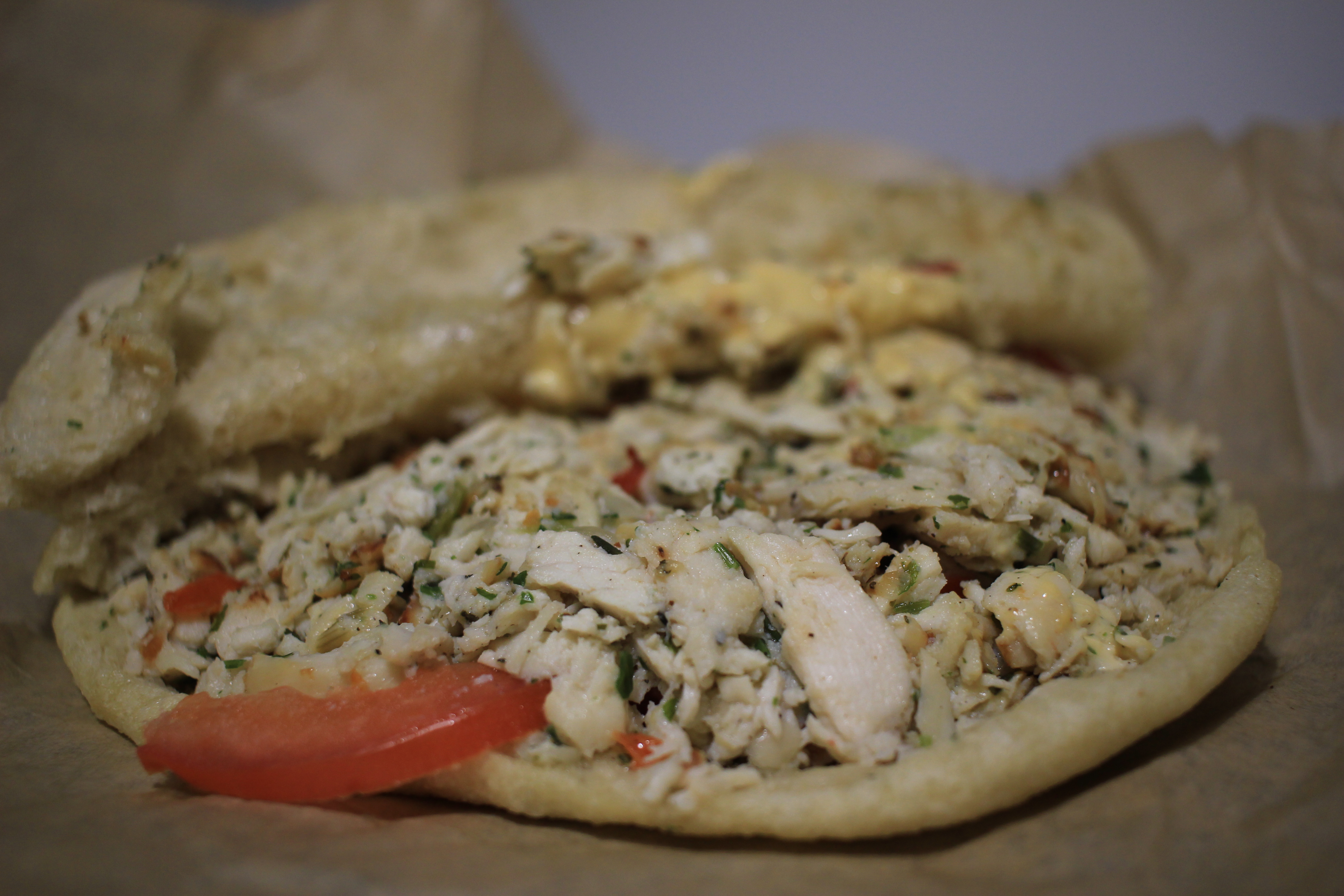
Bokit al pollo, aperto per mostrare il contenuto

Il bokit è un piatto tipico dell'isola di Guadalupa. Si tratta di un panino fritto in casseruola con olio di girasole e condito con baccalà, insalata e varie salse.

## Composizione
L'impasto è composto essenzialmente da farina, acqua, sale e bicarbonato o lievito.

## Storia
Questo piatto iniziò a diffondersi verso la metà del XIX secolo a seguito dell'abolizione della schiavitù. Questo è dovuto al fatto che a quel tempo, i lavoratori più poveri non avevano denaro a sufficienza per poter acquistare i prodotti alimentari di base, tra cui il pane. Da qui nacque la necessità di trovare un modo per poter fare un pane in autonomia, senza bisogno di utilizzare il lievito. Quello che riuscirono ad ideare fu appunto un impasto cucinato in una casseruola con dell'olio caldo che chiamarono "pane da bollitore" per via del vapore che veniva emanato durante la cottura. 
La ricetta del bokit si rifà alla "Johnny Cake", ovvero un tipo di pane fritto che si crede sia stato ideato dai nativi americani e poi rielaborato dai coloni New England. La teoria è avvalorata dal fatto che gli indiani Shawnee fossero soliti cucinare su delle pietre roventi dei pancake di mais che potevano essere conservati anche per lunghi viaggi. Questo cibo tradizionale potrebbe aver ispirato i coloni europei i quali decisero di modificarne la ricetta aggiungendoci la farina di frumento. Gli stessi indiani d'america chiamavano questi loro pancake jonikin, ma i coloni avevano cambiato il nome in "torta da viaggio" (in inglese: journey cake), visto che nei loro lunghi viaggi trovavano questi snack molto utili. Per motivi di somiglianza linguistica, nel corso del tempo, questi pancake hanno assunto il nome di johnny cake.
È durante il XVIII secolo, quando si intensificarono gli scambi tra le colonie caraibiche, che questo pane fritto raggiunse Dominica e Barbados dove venne chiamato djoncake. Successivamente, i coloni francesi mutarono la parola in djonkit o dannkit poiché era ciò che avevano potuto capire dalla pronuncia straniera. Negli anni, la composizione e il contenuto del djoncake è enormemente mutata fino a somigliare sempre di più ad un sandwich. Ragion per cui a Guadalupa è stata presa la decisione di modificarne il nome in "bokit" rendendolo così una specialità tipica dell'isola.